# Elodina
Elodina is een geslacht in de orde van de Lepidoptera (vlinders) familie van de Pieridae (Witjes).
Elodina werd in 1865 beschreven door C. & R. Felder.

## Soorten
Elodina omvat de volgende soorten:
- E. andropis Butler, 1876
- E. angulipennis (Lucas, 1852)
- E. anticyra (Fruhstorfer, 1910)
- E. argypheus Grose-Smith & Kirby, 1890
- E. aruensis Joicey & Talbot, 1922
- E. biaka Joicey & Noakes, 1915
- E. claudia De Baar & Hancock, 1993
- E. definita Joicey & Talbot, 1916
- E. dispar Röber, 1887
- E. effeminata Fruhstorfer, 1910
- E. egnatia (Godart, 1819)
- E. hypatia C. & R. Felder, 1865
- E. invisibilis (Fruhstorfer, 1910)
- E. leefmansi Kalis, 1933
- E. namatia Fruhstorfer, 1910
- E. padusa (Hewitson, 1853)
- E. parthia (Hewitson, 1853)
- E. perdita Miskin, 1889
- E. primularis Butler, 1882
- E. pseudanops Butler, 1877
- E. pura Grose-Smith, 1895
- E. queenslandica De Baar & Hancock, 1993
- E. sada Fruhstorfer, 1910
- E. signata Wallace, 1867
- E. sota Eliot, 1956
- E. therasia C. & R. Felder, 1865
- E. tongura Tindale, 1923
- E. umbratica Grose-Smith, 1889
- E. walkeri Butler, 1898